# Kathedrale von Granada

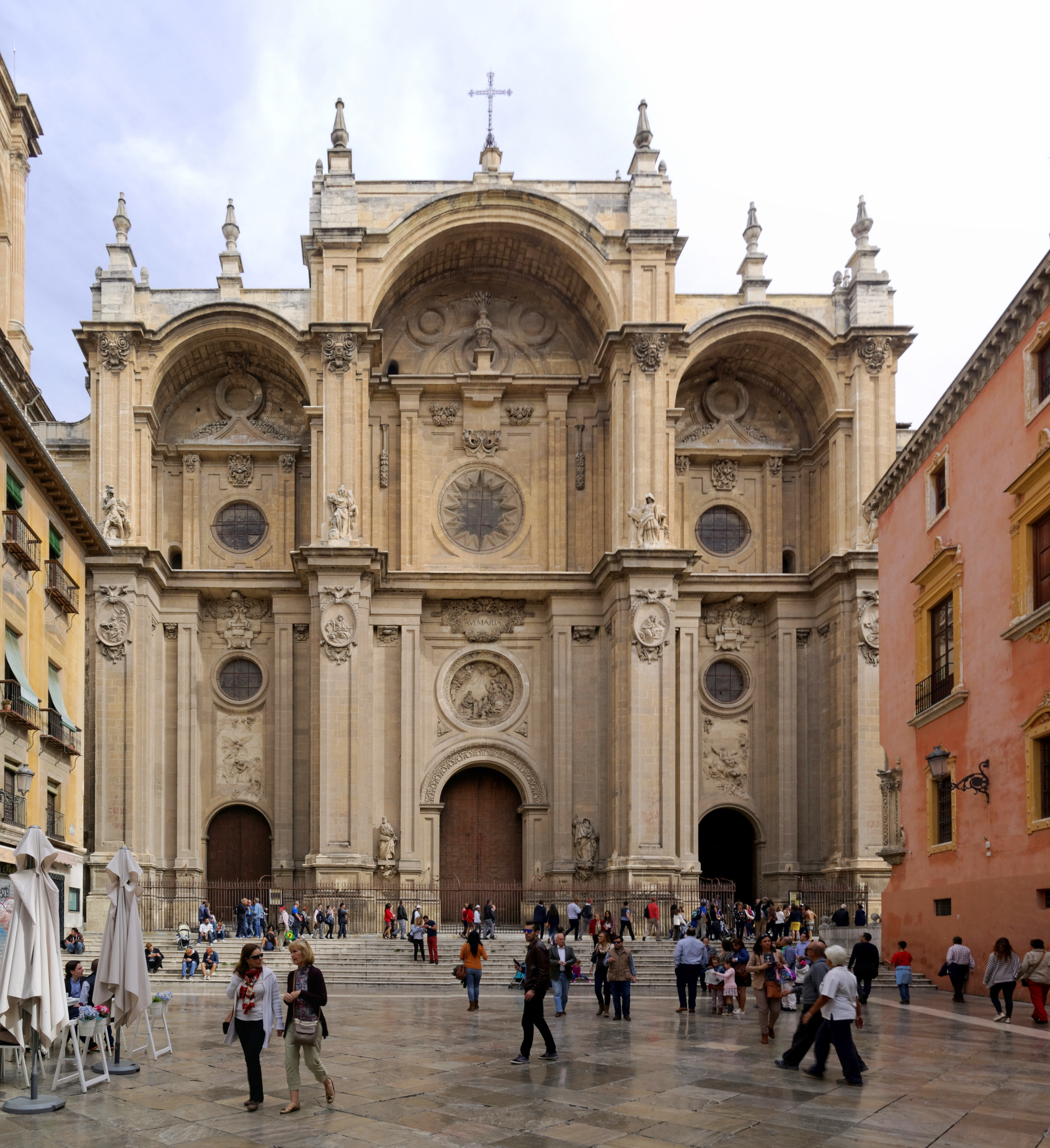
Fassade der Kathedrale von Granada

Die Kathedrale von Granada (Santa María de la Encarnación de Granada) ist der Sitz des Erzbischofs von Granada. Sie befindet sich im Zentrum der Stadt Granada im südspanischen Andalusien.

## Geschichte

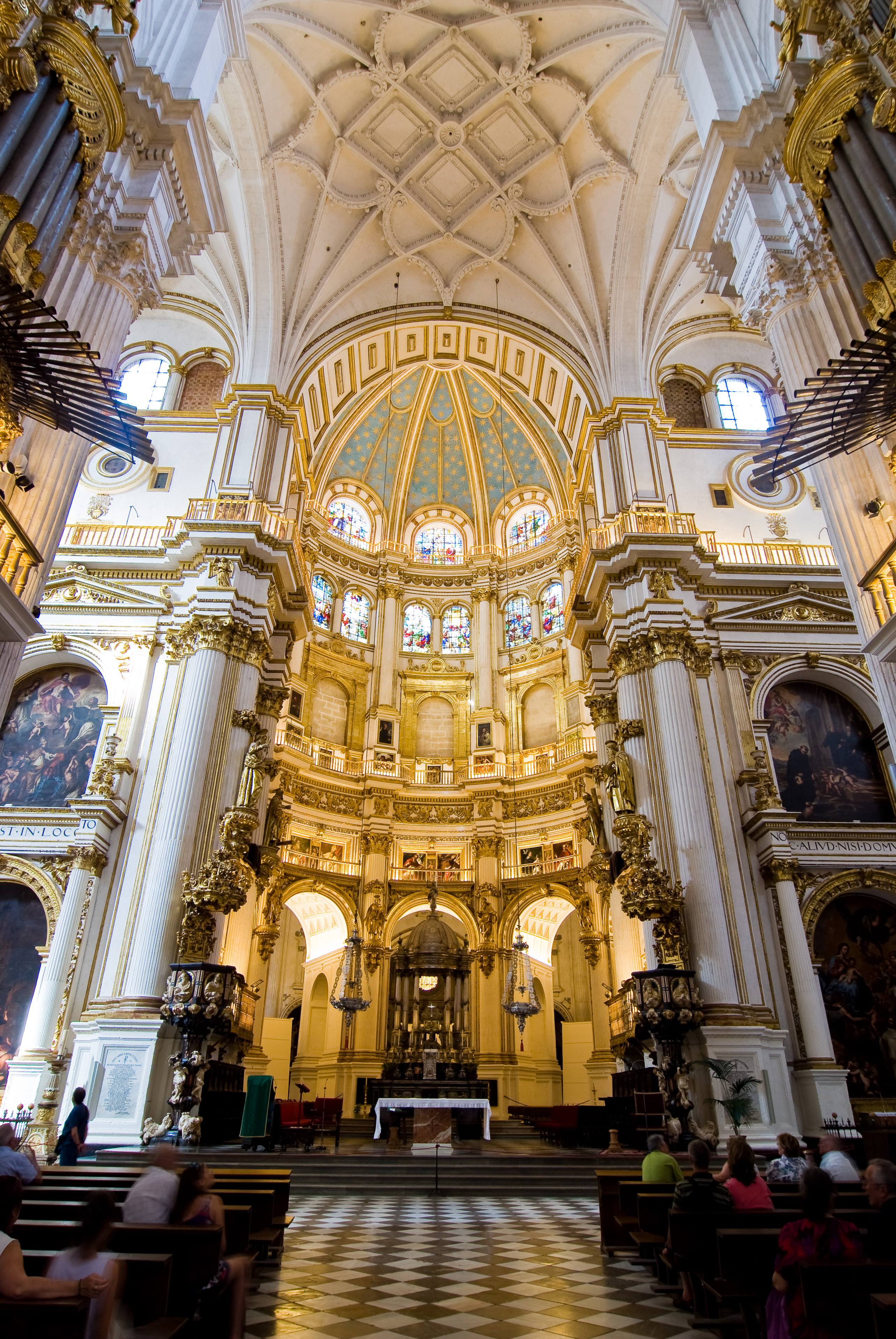
Blick in den Chor

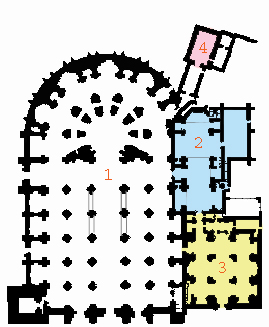
1. Kathedrale
2. Capilla Real
3. Iglesia del Sagrario
4. Sakristei

Nach der Eroberung wurde Granada am 21. Mai 1492 zum Erzbistum bestimmt. Zwar drängte Königin Isabella I. auf den baldigen Bau einer repräsentativen Kathedrale, doch wurde dieser erst nach ihrem Tod von ihrem verwitweten Gemahl Ferdinand II. von Aragón in Auftrag gegeben.
Zuerst wurde die Grabkapelle Capilla Real errichtet, die im Jahr 1517 vollendet wurde. Die Grundsteinlegung für den Neubau der Kathedrale erfolgte am 25. März 1523. Der Plan des Baumeisters Enrique Egas sah eine 115 m lange und 65 m breite Kathedrale im gotischen Stil vor. Nach der Entlassung Egas’ im Jahr 1528, änderte Diego de Siloé den Grundriss in einen mit kreisförmigem Chor und einer fünfschiffigen Basilika im Renaissance-Stil. Als der Altarraum im Jahr 1561 fertig gebaut war, trennte man ihn durch eine Mauer vom Rest des Gebäudes ab und nutzte ihn als Kathedrale. Bis dahin hatte die ehemalige Hauptmoschee als Sitz des Erzbischofs gedient.
Wechselnde Baumeister setzten das Bauwerk fort: Juan de Maena (1563–1571), Juan de Orea (1571–1590) und Ambrosio de Vico (1590–1623). Im Jahr 1667 änderte Alonso Cano den Plan für die Hauptfassade in einen barocken Entwurf. Im Jahr 1704 wurde der Bau für beendet erklärt – 181 Jahre nach der Grundsteinlegung.
Die Kathedrale hat einen rechteckigen Grundriss mit Hauptschiff und jeweils zwei Seitenschiffen. Die Architektur des Kirchenbaus setzt sich in dem halbrunden Chorabschluss fort.

## Inneres
Im Inneren beeindrucken die Höhe, die lichte Weite und die geweißten Wände. Dadurch, dass zu Beginn des 20. Jahrhunderts der Binnenchor (Coro) entfernt wurde, hat man einen ungehinderten Blick durch die ganze Länge der Kathedrale.
Von besonderer Bedeutung sind auch die Chor- und Seitenkapellen der Kathedrale, die diversen Heiligen geweiht sind. In den Kapellen befinden sich kostbare Bild- und Schnitzwerke, maßgeblich aus dem 17. und 18. Jahrhundert.

## Orgeln

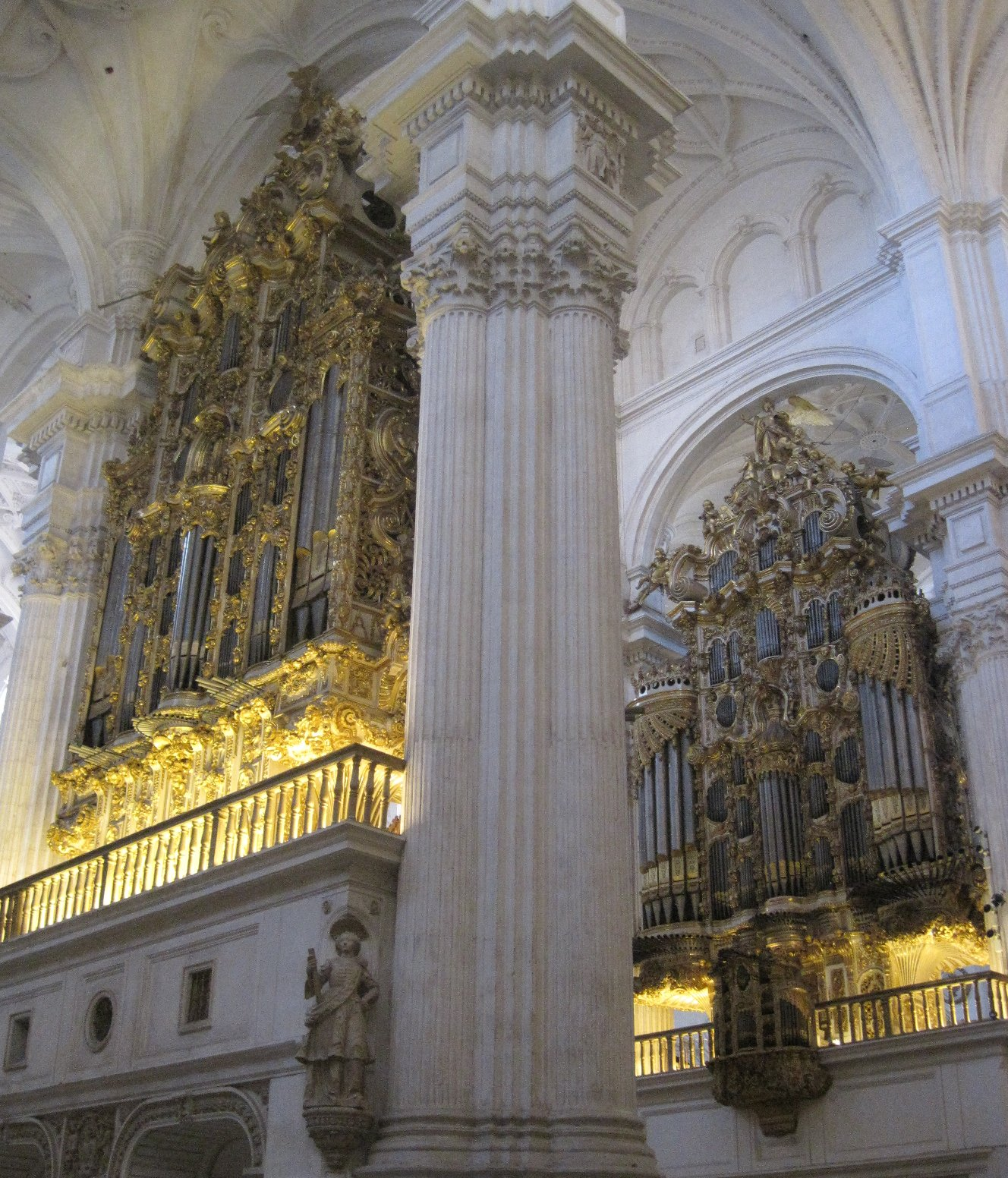
Die beiden Orgeln

Zwei Orgeln stehen parallel am Ende des Hauptschiffes. Beide haben beidseitig reich verzierte Prospekte. Sie wurden von Leonardo Fernández Dávila gebaut: die auf der Evangelienseite zwischen 1744 und 1746, die auf der Epistelseite von 1746 bis 1749.
Die Epistelorgel hat geteilte Register mit 43 Stimmen auf zwei Manualen und Pedal.
| Organo Mayor        |
| Bass-Seite          |
| Orlos               |
| Dulzaina            |
| Violeta             |
| Bajoncillo          |
| Clarín              |
| Trompeta de Batalla |
| Octava              |
| Flautado Violón     |
| Flautado            |
| Flautado Mayor      |
| Clarin de Atrás     |
| Quinta Imperial     |
| Nazardos            |
| Lleno               |
| Sobre Zímbala       |
| Trompeta Real       |
| Zímbala             |
| Flautado de atrás   |

| (Fortsetzung)     |
| Diskant-Seite     |
| Orlos             |
| Regalía           |
| Chirimía          |
| Oboe              |
| Clarín            |
| Trompeta Batalla  |
| Trompeta Magna    |
| Flautado Violón   |
| Flautado          |
| Flautado Mayor    |
| Temblante         |
| Clarín de atrás   |
| Octava            |
| Flauta travesera  |
| Lleno             |
| Quinta Imperial   |
| Corneta           |
| Zímbala           |
| Sobre Zímbala     |
| Trompeta Imperial |
| Flautado de atrás |

| Cadereta de Eco |
| Bass-Seite      |
| Dulzaina        |
| Quincena        |
| Lleno           |
| Tapadillo       |
| Violón          |
|                 |
| Diskant-Seite   |
| Gaita           |
| Pajarillos      |
| Temblante       |
| Dulzaina        |
| Corneta         |
| Lleno           |
| Quincena        |
| Tapadillo       |
| Violón          |

| Cadereta Exterior  |
| Bass-Seite         |
| Trompeta recortada |
| Decinovena         |
| Nazardos           |
| Quincena           |
| Violón             |
| Docena             |
| Tapadillo          |
| Octava             |
| Lleno              |
| Zímbala            |
|                    |
| Diskant-Seite      |
| Trompeta Magna     |
| Clarín             |
| Lleno              |
| Corneta            |
| Viejas             |
| Tapadillo          |
| Flautín            |
| Violón             |
| Octava             |
| Zímbala            |

| Pedal      |
| Contras 26 |
| Contras 13 |